# خودخوانده
خودخوانده (انگلیسی: Self-proclaimed) که به آن خوداظهاری نیز گفته می‌شود داشتن یک عنوان حقوقی را توصیف می‌کند که توسط خود شخص اعلام‌کننده به رسمیت شناخته می‌شود اما لزوماً توسط هیچ پایگاه قانونی شناخته‌شده‌ای برای چنین اظهاری وجود ندارد. این می‌تواند اعلام داشتن یک عنوان اشرافی یا مقام ملی باشد. این اصطلاح به صورت غیررسمی برای هرکسی که خود را به عنوان غیررسمی اعلام می‌کند نیز استفاده می‌شود.

## نمونه‌ها
- ملت‌های بسیار کوچک مانند سیلند واحدهای کوچک و خودخوانده‌ای هستند که ادعا می‌کنند کشورهایی مستقل و خودمختار هستند، اما هیچ دولت مستقل به‌رسمیت شناخته‌شده‌ای آنها را به رسمیت نمی‌شناسد.[۱]
- A سلطان خودخوانده مانند ژان-بدل بوکاسا.
- نظام خودساخته، a نظام خودخوانده‌مانند ادعای داشتن یک میراث تاریخی ناشناخته

پادشاهی خودخوانده مانند ژان بدل بوکاسا.
نظمی خودخوانده، نظمی جوانمردانه با ادعای ناشناخته میراث تاریخی